# Museo Nazionale Romano

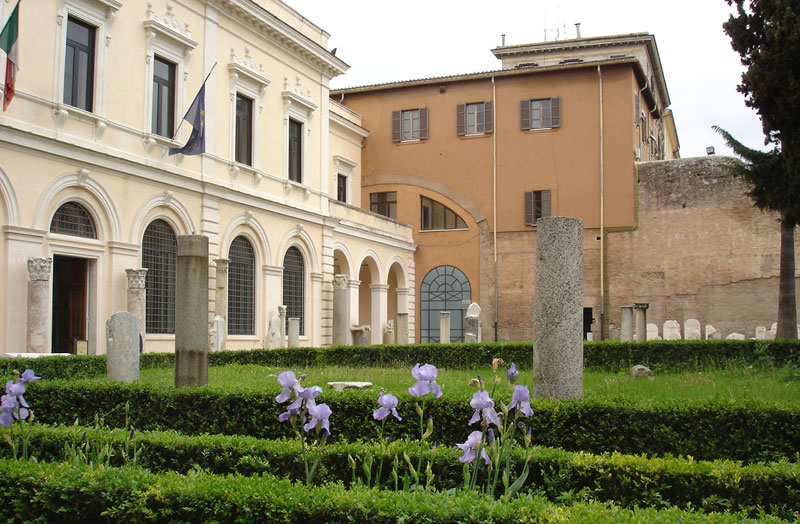
Ingången till Diocletianus termer

Museo Nazionale Romano är ett museikomplex på ett flertal platser i Rom, och med olika inriktning men med Roms historia och kultur som bas. Museet grundades 1889.
- Diocletianus termer – Terme di Diocleziano
- Palazzo Massimo alle Terme
- Palazzo Altemps
- Crypta Balbi